# Maurice-Mathieu-Louis Rigaud
Maurice-Mathieu-Louis Rigaud, né le 15 octobre 1912 à Montfavet (Vaucluse), mort le 29 décembre 1984 à Auch (Gers), est un ecclésiastique français, évêque de Pamiers de 1961 à 1968 puis archevêque d'Auch de 1968 à sa mort.

## Biographie
Né à Montfavet, dans le Vaucluse, il est ordonné prêtre le 15 juin 1935. 
Il est sacré évêque de Pamiers le 21 décembre 1961 en la cathédrale Saint-Siffrein de Carpentras par Joseph Urtasun, archevêque d'Avignon assisté par Pierre-Marie Puech, évêque de Carcassonne et René-Fernand Bernardin Collin, évêque de Digne.
Il assiste au concile Vatican II (1962-1965) en participant aux 4 sessions.
Le 16 avril 1968, il devient archevêque d'Auch. Il meurt en son diocèse le 29 décembre 1984. Son corps est inhumé dans la cathédrale Sainte-Marie d'Auch.